# Školní rybník
Školní rybník je rybník na severu České republiky, v Ústeckém kraji, v okrese Děčín, na východním okraji obce Rybniště. Rybník leží v nadmořské výšce 445 metrů a má rozlohu 4 ha. Přes hráz rybníka vede silnice číslo 263 z Rybniště do Krásné Lípy. Je využívám ke koupání a místními rybáři ke chovu ryb.